# Arlette Mawe Fokoa
Arlette Mawe Fokoa est une athlète handisport camerounaise concourant dans la catégorie F57, née le 22 février 1989 à Yaoundé. Elle a remporté une médaille d'argent aux Jeux du Commonwealth de 2022. Elle a défendu les couleurs du Cameroun aux Jeux paralympiques d'été de 2024. 

## Biographie
Arlette Mawe Fokoa voit le jour le 22 février 1989 dans la capitale politique du Cameroun. Elle commence à souffrir de douleurs au pied à l'âge de deux ans. Elle subit une opération chirurgicale mais reste handicapée de la jambe droite. Elle se forme en Sciences économiques à l'Université de Yaoundé II dans la commune de Soa où elle commence à pratiquer le sport en 2014.  

## Carrière
Elle a été nommée quatre fois "Reine des Jeux Universitaires au Cameroun". Elle se passionne pour le basket-ball en fauteuil roulant et se professionnalise en para-athlétisme, notamment elle se spécialise en lancer du disque et en lancer du poids catégorie F57. Ce qui signifie qu'elle lance le poids ou le disque en étant proche de la hauteur d'assise optimale et en générant de la puissance grâce à une amplitude normale du mouvement des bras. 
Elle prend part à la 9ème édition des Championnats du monde d'athlétisme handisport 2019 à Dubaï aux Émirats arabes unis. Elle se classe douzième dans ses deux spécialités. Lors des Jeux du Commonwealth 2022 à Birmingham, elle s'attribue une médaille d'argent en lancer du poids avec un jet à 9,38m. Cette performance renforce les acquis de la délégation camerounaise en terre britannique. 
En 2024, elle est retenue par le Comité National Paralympique pour représenter le Cameroun aux Jeux paralympiques d'été de 2024 à Paris,. Au sein de la délégation camerounaise, ils sont deux représentants du para-athlétisme, à savoir Yves Noé Batifi Loumou et elle. En lancer de poids Femmes - F57, elle finit au huitième rang avec un jet de 9,10m. En lancer de disque Femmes - F57, elle se classe 11ème avec un jet à 23,94m. Ce qui est en dessous de son record personnel de 25,94m réalisé aux Mondiaux de para-athlétisme de Paris en 2023. Néanmoins, cette première expérience paralympique est une source d'enseignement pour elle et elle pense faire mieux aux Jeux paralympiques d'été de 2028 à Los Angeles.  

## Palmarès

### Lancer de poids F57
| Année | Compétition                                        | Lieu       | Rang |
| ----- | -------------------------------------------------- | ---------- | ---- |
| 2019  | Championnats du monde d'athlétisme handisport 2019 | Dubaï      | 12e  |
| 2022  | Jeux du Commonwealth de 2022                       | Birmingham | 2e   |
| 2024  | Jeux paralympiques d'été de 2024                   | Paris      | 8e   |

### Lancer de disque F57
| Année | Compétition                                        | Lieu  | Rang |
| ----- | -------------------------------------------------- | ----- | ---- |
| 2019  | Championnats du monde d'athlétisme handisport 2019 | Dubaï | 12e  |
| 2024  | Jeux paralympiques d'été de 2024                   | Paris | 11e  |